# 雨あがりの風
『雨あがりの風』（あめあがりのかぜ）は、鶴久政治13枚目のシングル。
2007年4月18日、PULL UP RECORDSよりリリース。

## 解説
2004年12月24日発売のアルバム『THE WIND KNOWS MY NAME』収録の同タイトル楽曲のアレンジを変更の上、タイトルを「雨あがりの風」に改題、シングルカット。

## 収録曲
1. 雨あがりの風
（作詞：渡辺なつみ　作曲：鶴久政治）
2. NEVER TOO LATE
（作詞・作曲：鶴久政治）
3. 雨あがりの風（Dance mix）
（作詞：渡辺なつみ　作曲：鶴久政治）
4. 雨あがりの風　-Instrumental-
5. NEVER TOO LATE　-Instrumental-
6. 雨あがりの風（Dance mix）　-Instrumental-